# Copris carinicus
Copris carinicus är en skalbaggsart som beskrevs av Gillet 1910. Copris carinicus ingår i släktet Copris och familjen bladhorningar. Inga underarter finns listade i Catalogue of Life.